# Maxime Dorigo
Maxime Dorigo, (nacido el 27 de septiembre de 1936 en París, Francia) es un exjugador y entrenador de baloncesto francés. Fue medalla de bronce con Francia en el Eurobasket de Turquía 1959.